# Bệnh coeliac
Bệnh coeliac, cũng được gọi là bệnh celiac, là một rối loạn tự miễn dịch lâu dài ảnh hưởng chủ yếu đến ruột non. Các triệu chứng cổ điển bao gồm các vấn đề tiêu hóa như tiêu chảy mãn tính, trướng bụng, kém hấp thu, chán ăn và ở trẻ em không phát triển bình thường. Điều này thường bắt đầu từ sáu tháng đến hai tuổi. Các triệu chứng không cổ điển phổ biến hơn, đặc biệt là ở những người trên hai tuổi. Có thể có các triệu chứng tiêu hóa nhẹ hoặc vắng mặt, một số lượng lớn các triệu chứng liên quan đến bất kỳ phần nào của cơ thể hoặc không có triệu chứng rõ ràng. Bệnh Celiac lần đầu tiên được mô tả ở tuổi thơ, tuy nhiên, nó có thể phát triển ở mọi lứa tuổi. Nó liên quan đến các bệnh tự miễn khác, chẳng hạn như đái tháo đường type 1 và viêm tuyến giáp, trong số những bệnh khác.
Bệnh celiac là do phản ứng với gluten, là các protein khác nhau được tìm thấy trong lúa mì và trong các loại ngũ cốc khác như lúa mạch và lúa mạch đen.
Số lượng vừa phải của yến mạch, không bị ô nhiễm với các hạt chứa gluten khác, thường được dung nạp. Sự xuất hiện của các vấn đề có thể phụ thuộc vào nhiều loại yến mạch. Nó xảy ra ở những người tiền định vị di truyền. Khi tiếp xúc với gluten, phản ứng miễn dịch bất thường có thể dẫn đến việc sản xuất một số kháng thể tự động khác nhau có thể ảnh hưởng đến một số cơ quan khác nhau. Trong ruột non, điều này gây ra phản ứng viêm và có thể tạo ra sự rút ngắn villi lining the small intestine (teo lông nhung). Điều này ảnh hưởng đến sự hấp thụ chất dinh dưỡng, thường dẫn đến thiếu máu.
Chẩn đoán thường được thực hiện bằng cách kết hợp các xét nghiệm kháng thể máu và sinh thiết ruột, được giúp bằng xét nghiệm di truyền cụ thể. Việc chẩn đoán không phải lúc nào cũng đơn giản. Thông thường, các chất tự kháng thể trong máu là âm tính,, và nhiều người chỉ có những thay đổi nhỏ ở ruột non với nhung mao bình thường. Mọi người có thể có triệu chứng nghiêm trọng và được điều tra trong nhiều năm trước khi chẩn đoán đạt được. Càng ngày, chẩn đoán đang được thực hiện ở những người không có triệu chứng, như là kết quả của việc sàng lọc. Tuy nhiên, bằng chứng về ảnh hưởng của sàng lọc là không đủ để xác định tính hữu dụng của nó. Trong khi căn bệnh này là do không dung nạp lâu dài với protein lúa mì, nó không phải là một dạng dị ứng lúa mì.
Cách điều trị hiệu quả duy nhất được biết đến là chế độ ăn không có gluten suốt đời, giúp phục hồi niêm mạc ruột, cải thiện triệu chứng và giảm nguy cơ phát triển biến chứng ở hầu hết mọi người. Nếu không được điều trị, nó có thể dẫn đến ung thư như u lympho ruột và tăng nguy cơ tử vong sớm. Mức giá khác nhau giữa các khu vực khác nhau trên thế giới, từ ít nhất là 1 trong 300 đến 1 trong 40, với mức trung bình từ 1 đến 100 và 1 trong 170 người. Ở các nước phát triển, ước tính rằng 80% trường hợp vẫn chưa được chẩn đoán, thường là do các khiếu nại tiêu hóa tối thiểu hoặc vắng mặt và nhận thức kém về tình trạng này. Bệnh Celiac hơi phổ biến ở phụ nữ hơn ở nam giới. Thuật ngữ "celiac" là từ tiếng Hy Lạp κόςοιλιακός (koiliakós, "bụng") và được giới thiệu trong thế kỷ 19 trong một bản dịch của những gì thường được coi là một mô tả Hy Lạp cổ đại của bệnh do Aretaeus của Cappadocia.

## Dấu hiệu và triệu chứng
Các triệu chứng cổ điển của bệnh celiac không được điều trị bao gồm phân nhạt màu, lỏng và nhờn (phân mỡ), và giảm cân hoặc không tăng cân. Các triệu chứng phổ biến khác có thể tinh tế hoặc chủ yếu xảy ra ở các cơ quan khác ngoài ruột. Cũng có thể có bệnh celiac mà không có bất kỳ các triệu chứng cổ điển ở tất cả. Điều này đã được chứng minh là có ít nhất 43% các biểu hiện ở trẻ em.
Hơn nữa, nhiều người lớn bị bệnh tinh tế chỉ có thể có biểu hiện mệt mỏi hoặc thiếu máu. Nhiều cá nhân không được chẩn đoán tự coi mình là không có triệu chứng, nhưng đúng hơn là đã quen với việc sống trong tình trạng sức khỏe bị tổn thương kinh niên. Thật vậy, sau khi bắt đầu một chế độ ăn không có gluten và cải thiện sau đó trở nên hiển nhiên, những người như vậy thường có thể nhớ lại và nhận ra các triệu chứng trước đó của căn bệnh không được điều trị của họ mà họ đã bỏ qua nhầm lẫn.

### Tiêu hóa
Tiêu chảy đó là đặc trưng của bệnh celiac là mãn tính, nhợt nhạt, khối lượng lớn, và mùi bất thường xấu. Đau bụng và chuột rút, sưng phồng với đau bụng (được cho là do sản xuất lên men của khí ruột), và loét miệng s có thể có mặt. Khi ruột bị hư hại hơn, mức độ hội chứng không dung nạp lactose có thể phát triển. Thông thường, các triệu chứng được gán cho hội chứng ruột kích thích (IBS), chỉ sau này mới được công nhận là bệnh celiac; một tỷ lệ nhỏ những người có triệu chứng của IBS có bệnh celiac cơ bản, và sàng lọc bệnh celiac được khuyến cáo cho những người có triệu chứng IBS.
Bệnh celiac dẫn đến tăng nguy cơ của cả hai ung thư biểu mô và ung thư hạch của ruột non (ung thư tế bào T liên quan đến tế bào thần kinh ruột non (EATL) hoặc ung thư hạch không Hodgkin khác). Nguy cơ này cũng cao hơn ở những người thân ở mức độ đầu tiên như anh chị em, cha mẹ và con cái. Không rõ chế độ ăn không có gluten có giúp bệnh nhân quay lại mức đường cơ sở hay không. Bệnh lâu ngày và không được điều trị có thể dẫn đến các biến chứng khác, chẳng hạn như viêm loét lở loét (hình thành loét ruột non) và co hẹp (thu hẹp do sẹo do tắc nghẽn của mũil).

### Liên quan đến hấp thu kém
Những thay đổi trong ruột làm cho nó ít hấp thụ các chất dinh dưỡng, khoáng chất và the vitamin có thể tan trong chất béo A, D, E, và K.
- Không có khả năng hấp thụ carbohydrate và chất béo có thể gây giảm cân (hoặc thất bại / tăng trưởng chậm ở trẻ em) và mệt mỏi hoặc thiếu năng lượng.
- Thiếu máu có thể phát triển theo nhiều cách: sắt kém hấp thu có thể gây thiếu máu do thiếu sắt, và folic axit và vitamin B12 kém hấp thu có thể dẫn đến tiếu máu megaloblastic.
- Calci và vitamin D kém hấp thu (và bù thứ cấp hyperparathyroidism) có thể gây osteopenia (giảm hàm lượng khoáng chất của xương) hoặc loãng xương (suy yếu xương và nguy cơ gãy xương dễ vỡ).
- Selenium kém hấp thu trong bệnh celiac, kết hợp với hàm lượng selen thấp trong nhiều loại thực phẩm không chứa gluten, gây nguy cơ thiếu hụt selen,[42]
- Copper và zinc deficiencies have also been associated with coeliac disease.[42]
- Một tỷ lệ nhỏ có đông máu bất thường do thiếu vitamin K và có nguy cơ chảy máu bất thường.

### Khác
Bệnh Celiac đã được liên kết với một số điều kiện. Trong nhiều trường hợp, không rõ liệu bệnh đường ruột do gluten gây ra có phải là yếu tố gây bệnh hay không hoặc liệu những điều kiện này có chung một khuynh hướng chung hay không.
- Thiếu IgA hiện diện ở 2,3% số người bị bệnh loét dạ dày, và lần lượt tình trạng này làm tăng gấp 10 lần nguy cơ mắc bệnh loét dạ dày. Các tính năng khác của tình trạng này là tăng nguy cơ nhiễm trùng và bệnh tự miễn.[43]
- Viêm da herpetiformis, một tình trạng ngứa da, có liên quan đến một enzyme transglutaminase trong da, có những thay đổi ruột non giống với bệnh celiac, và có thể đáp ứng với việc rút gluten ngay cả khi không có triệu chứng tiêu hóa.[44][45]
- Trở ngại trưởng thành và/hoặc trì hoãn dậy thì trong thời thơ ấu sau này có thể xảy ra ngay cả khi không có triệu chứng ruột rõ ràng hoặc nặng suy dinh dưỡng. Đánh giá thất bại tăng trưởng thường bao gồm sàng lọc celiac.[19]
- Biến chứng thai nghén có thể xảy ra trong trường hợp bệnh celiac là bệnh liên cầu trong thai kỳ, với các biến chứng đáng kể bao gồm sảy thai, hạn chế tăng trưởng trong tử cung, cân nặng và sinh non.[46]
- Hyposplenism (một lá lách nhỏ và không hoạt động)[47] occurs in about a third of cases and may predispose to infection given the role of the spleen in protecting against bacteria.[19]
- Xét nghiệm chức năng gan bất thường (ngẫu nhiên phát hiện trên xét nghiệm máu) có thể được nhìn thấy.[19]

Bệnh Celiac có liên quan đến một số tình trạng bệnh lý khác, trong đó có nhiều rối loạn tự miễn dịch: đái tháo đường type 1, hypothyroidism, viêm mật đường mật chính, microscopic colitis, ataxia gluten, bệnh vẩy nến, bạch biến, viêm gan tự miễn, viêm da herpetiformis, viêm xơ cứng nguyên phát và các bệnh khác nữa.

## Nguyên nhân
Bệnh celiac là do phản ứng với các gliadin và các glutenin (gluten protein) tìm thấy trong lúa mì, và các protein tương tự được tìm thấy trong các loại cây trồng của tông Triticeae (bao gồm các loại ngũ cốc phổ biến khác như lúa mạch và lúa mạch đen) và tông Aveneae (yến mạch). Các phân loài lúa mì (như spelled, durum và Kamut) và các giống lai lúa mì (như triticale) cũng gây ra các triệu chứng của bệnh celiac.
Một số ít người bị bệnh celiac phản ứng với yến mạch. Độc tính của yến mạch ở người bị bệnh celiac phụ thuộc vào giống yến mạch được tiêu thụ vì các gen prolamin, chuỗi protein amino acid và sự ức chế miễn dịch của các prolamin độc hại, khác nhau giữa các giống yến mạch. Ngoài ra, yến mạch thường xuyên bị nhiễm chéo với các loại ngũ cốc khác có chứa gluten.
"Yến mạch nguyên chất" dùng để chỉ yến mạch không bị ô nhiễm với các loại ngũ cốc chứa gluten khác. Hiệu quả lâu dài của tiêu thụ yến mạch nguyên chất vẫn chưa rõ ràng  và các nghiên cứu tiếp theo xác định các giống được sử dụng là cần thiết trước khi đưa ra khuyến nghị cuối cùng về việc đưa vào chế độ ăn không có gluten. Người bị bệnh celiac chọn ăn yến mạch cần theo dõi nghiêm ngặt suốt đời hơn, có thể bao gồm cả việc sinh thiết định kỳ của sinh thiết ruột.

### Các loại ngũ cốc khác
Các loại ngũ cốc khác như Các loại ngũ cốc khác như ngô, ngô, kê, lúa miến, teff, gạo và lúa hoang là an toàn cho những người bị bệnh celiac tiêu thụ, cũng như các chất ăn mòn như rau dền, quinoa, và kiều mạch.. Thực phẩm giàu carbohydrate không chứa caffeine như khoai tây và chuối không chứa gluten và không gây ra triệu chứng.

### Công cụ sửa đổi rủi ro
Có nhiều lý thuyết khác nhau về những gì xác định liệu một cá nhân nhạy cảm về mặt di truyền sẽ tiếp tục phát triển bệnh celiac hay không. Các lý thuyết chính bao gồm phẫu thuật, mang thai, nhiễm trùng và căng thẳng cảm xúc.
Việc ăn gluten sớm trong cuộc đời của bé không làm tăng nguy cơ nhiễm vi rút nhưng sau đó có thể tăng thêm sau 6 tháng. Không chắc chắn liệu việc cho con bú có làm giảm nguy cơ hay không. Kéo dài thời gian cho con bú cho đến khi giới thiệu các loại ngũ cốc chứa gluten vào chế độ ăn có vẻ liên quan đến việc giảm 50% nguy cơ phát triển bệnh celiac trong giai đoạn phôi thai; cho dù điều này vẫn tồn tại ở tuổi trưởng thành thì không rõ ràng. Những yếu tố này chỉ có thể ảnh hưởng đến thời điểm khởi phát.